# Nguyễn Đình Quát
Nguyễn Đình Quát (31 tháng 12 năm 1916 – 30 tháng 4 năm 2007) là doanh nhân và chính khách Việt Nam Cộng Hòa. ông từng tham gia bầu cử Tổng thống Việt Nam Cộng hòa với tư cách ứng cử viên tổng thống hai lần vào năm 1961 và 1967. 

## Tiểu sử
Nguyễn Đình Quát quê quán gốc Hà Tĩnh sinh ngày 31 tháng 12 năm 1916 (có thuyết nói là năm 1917). Ông xuất thân là công nhân, rồi nhờ khả năng tiếng Pháp và bản chất thông minh, cần mẫn, nên ông quyết định sau đó vừa làm vừa học nghề xây dựng, rồi trở thành nhà thầu khoán. Ông dần phát triển sự nghiệp của mình tại Sài Gòn, rồi lan ra khắp Đông Dương lúc đó là thuộc địa của Pháp. Ông sau đó trở thành một tỷ phú ở Sài Gòn.
Trong cuộc bầu cử tổng thống Việt Nam Cộng hòa năm 1961, ông ứng cử chức vụ Tổng thống ngày 9 tháng 4 năm 1961 gồm 3 liên danh: Ngô Đình Diệm/Nguyễn Ngọc Thơ, Nguyễn Đình Quát/Nguyễn Thành Phương và Hồ Nhựt Tân/ Nguyễn Thế Truyền.
Trong cuộc bầu cử tổng thống Việt Nam Cộng hòa năm 1967, ông tham gia với tư cách là một trong 11 ứng cử viên tổng thống.
Ông qua đời ngày 30 tháng 4 năm 2007 tại Long Beach, California, Hoa Kỳ.